# 當間一郎
當間 一郎（当間一郎、とうま いちろう、1938年8月19日 - 2020年6月18日）は、日本の沖縄芸能研究者。

## 経歴
サイパン島生まれ、沖縄県那覇市出身。1960年に國學院大學文学部文学科を卒業した。大学時代に宮良當壯と出会い、組踊写本などの芸能研究を行うようになり、写本の発掘・整理、組踊の復活上演、真境名由康・島袋光裕らの実演家との交流、沖縄藝能史研究会の立ち上げなど、沖縄芸能の発展と継承に貢献した。沖縄県立博物館・美術館館長も務めた。
2020年6月18日、腎臓癌のため糸満市の病院で死去。

## 編著書
- 『組踊選集』編著. 沖縄風土記社, 1968
- 『沖縄の祭りと芸能 日本民俗と芸能の原点』(日本の民俗学シリーズ) 雄山閣出版, 1976
- 『沖縄の芸能』オリジナル企画, 1981
- 『神々のふるさと久高嶋 イザイホー・生活』友利安徳 写真. 沖縄公論社, 1982
- 『組踊研究』第一書房, 1992
- 『組踊写本の研究』第一書房, 1999.3